# كاثلين جيبسون
كاثلين جيبسون (بالإنجليزية: Kathleen Gibson)‏ هي ممثلة بريطانية، ولدت في عام 1916.

## وصلات خارجية
- كاثلين جيبسون على موقع IMDb (الإنجليزية)
- كاثلين جيبسون على موقع قاعدة بيانات الفيلم (الإنجليزية)